# 兹齐斯瓦夫·安特恰克
兹齐斯瓦夫·安特恰克（波蘭語：Zdzisław Antczak，1947年11月20日—2019年2月28日），波兰男子手球运动员。他曾代表波兰参加1972年和1976年夏季奥林匹克运动会手球比赛，其中1976年奥运会获得一枚铜牌。